# Bồ câu xanh Sumba
Bồ câu xanh Sumba, tên khoa học Treron teysmannii, là một loài chim trong họ Columbidae.